# Villeneuve-la-Comtesse
Pour les articles homonymes, voir Villeneuve et Comtesse (homonymie).
Villeneuve-la-Comtesse est une commune du Sud-Ouest de la France située dans le département de la Charente-Maritime (région Nouvelle-Aquitaine).
Ses habitants sont appelés les Villeneuvois et Villeneuvoises.

## Géographie

### Localisation
Villeneuve-la-Comtesse se trouve à 19 km au nord de Saint-Jean-d'Angély, à 29 km au sud de Niort et à 76 km à l'est de La Rochelle. Le village est situé à 440 km de Paris et est desservi par une voie ferrée qui la relie aux villes de Niort et Saintes.

### Communes limitrophes
| Dœuil-sur-le-Mignon | Saint-Étienne-la-Cigogne (Deux-Sèvres) | Boisserolles (Deux-Sèvres) |
| Migré               | Villeneuve-la-Comtesse                 | Saint-Séverin-sur-Boutonne |
| Vergné              | La Croix-Comtesse                      | Coivert                    |

### Desserte

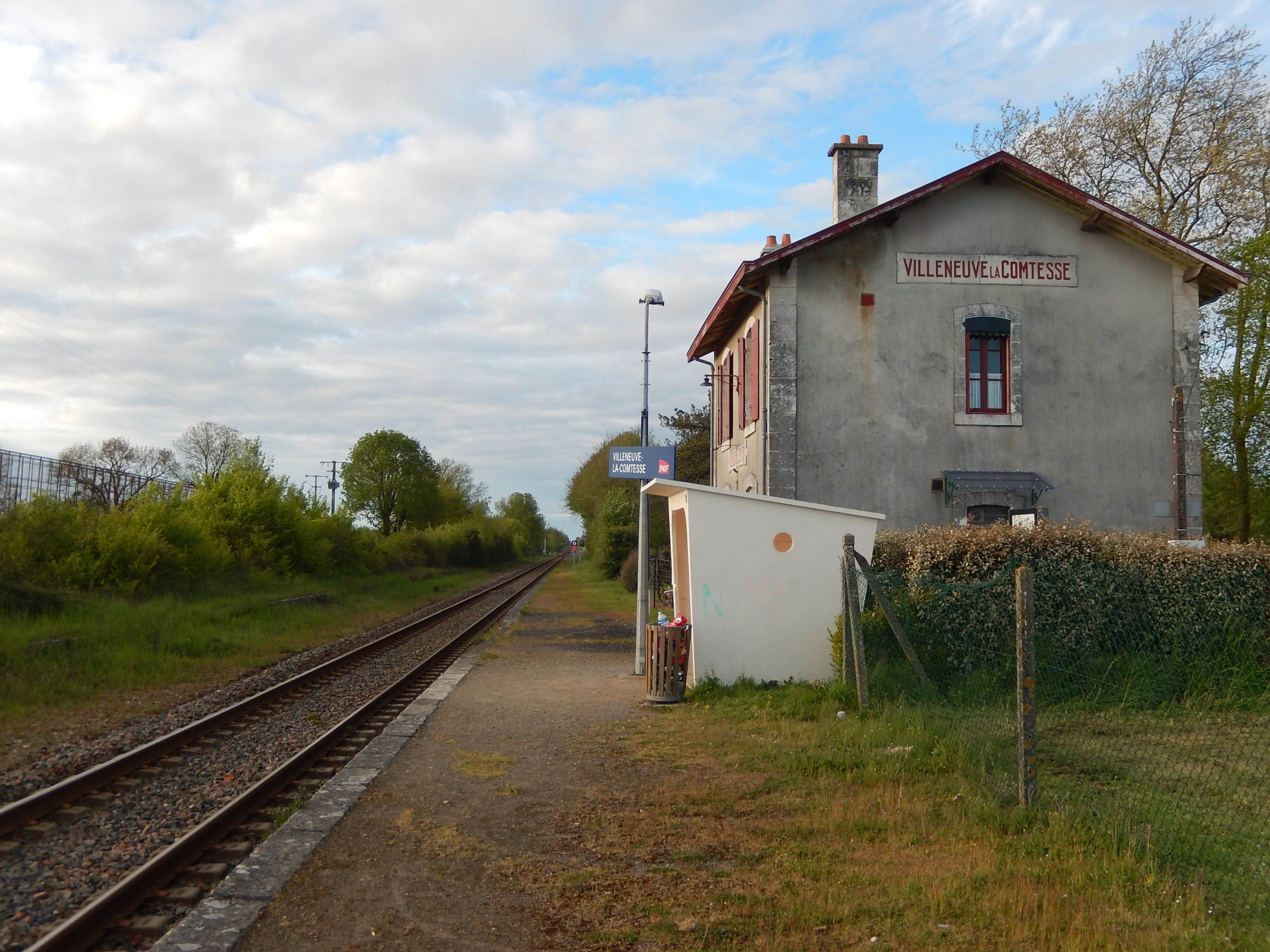
La halte ferroviaire de Villeneuve-la-Comtesse.

La commune est traversée par la RD 150 (anciennement RN 150 et RN 138).
Son accès est possible au nord par la sortie  33 Niort-Sud et au sud par la sortie  34 Saint-Jean-d'Angély de l'autoroute A10. Cette autoroute passe sur le territoire de la commune à l'ouest du village principal.
La gare de Villeneuve-la-Comtesse reste toujours active sur la ligne TER Nouvelle-Aquitaine Niort-Saintes, portion de l'ancienne ligne alternative Chartres - Bordeaux.

## Urbanisme

### Typologie
Au 1er janvier 2024, Villeneuve-la-Comtesse est catégorisée commune rurale à habitat dispersé, selon la nouvelle grille communale de densité à 7 niveaux définie par l'Insee en 2022.
Elle est située hors unité urbaine. Par ailleurs la commune fait partie de l'aire d'attraction de Niort, dont elle est une commune de la couronne,. Cette aire, qui regroupe 91 communes, est catégorisée dans les aires de 50 000 à moins de 200 000 habitants,.

### Occupation des sols
L'occupation des sols de la commune, telle qu'elle ressort de la base de données européenne d’occupation biophysique des sols Corine Land Cover (CLC), est marquée par l'importance des territoires agricoles (85,2 % en 2018), une proportion sensiblement équivalente à celle de 1990 (85,3 %). La répartition détaillée en 2018 est la suivante : 
terres arables (81,7 %), forêts (11,4 %), zones urbanisées (3,4 %), zones agricoles hétérogènes (3,4 %). L'évolution de l’occupation des sols de la commune et de ses infrastructures peut être observée sur les différentes représentations cartographiques du territoire : la carte de Cassini (XVIIIe siècle), la carte d'état-major (1820-1866) et les cartes ou photos aériennes de l'IGN pour la période actuelle (1950 à aujourd'hui).

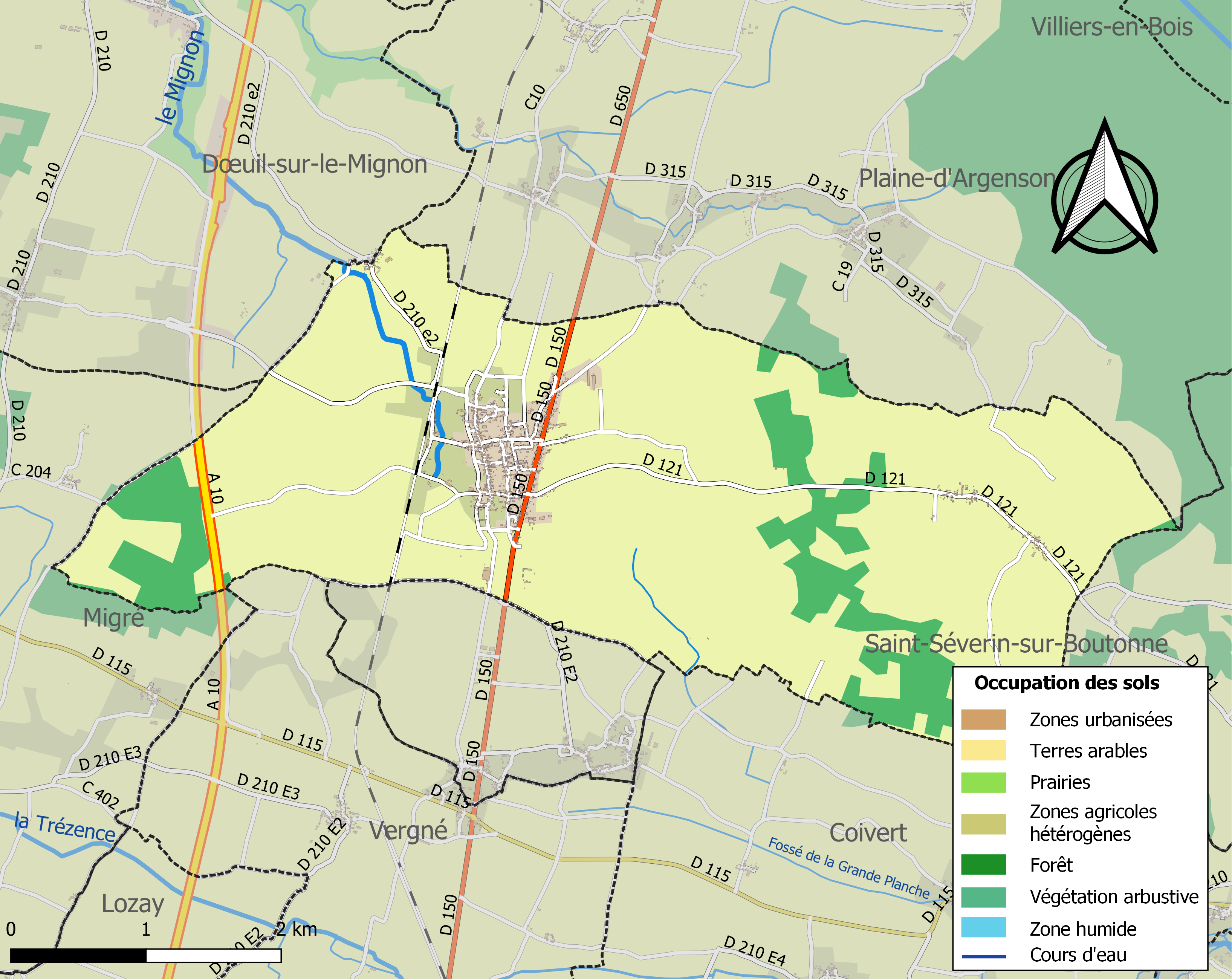
Carte des infrastructures et de l'occupation des sols de la commune en 2018 (CLC).

### Risques majeurs
Le territoire de la commune de Villeneuve-la-Comtesse est vulnérable à différents aléas naturels : météorologiques (tempête, orage, neige, grand froid, canicule ou sécheresse), inondations et séisme (sismicité modérée). Il est également exposé à un risque technologique, le transport de matières dangereuses. Un site publié par le BRGM permet d'évaluer simplement et rapidement les risques d'un bien localisé soit par son adresse soit par le numéro de sa parcelle.

#### Risques naturels
Certaines parties du territoire communal sont susceptibles d’être affectées par le risque d’inondation par débordement de cours d'eau, notamment le Mignon. La commune a été reconnue en état de catastrophe naturelle au titre des dommages causés par les inondations et coulées de boue survenues en 1982, 1993, 1999 et 2010,.

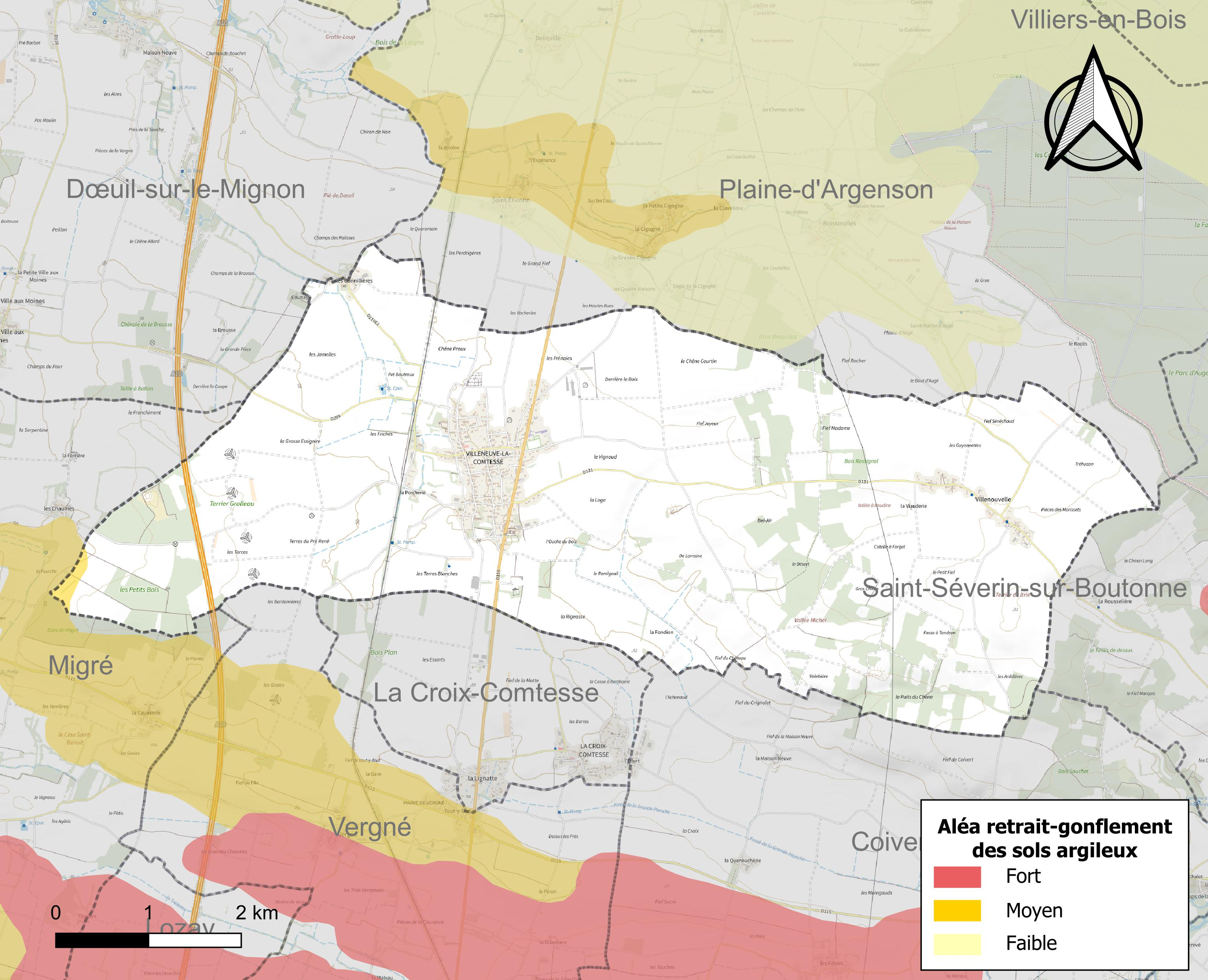
Carte des zones d'aléa retrait-gonflement des sols argileux de Villeneuve-la-Comtesse.

Le retrait-gonflement des sols argileux est susceptible d'engendrer des dommages importants aux bâtiments en cas d’alternance de périodes de sécheresse et de pluie. 0,3 % de la superficie communale est en aléa moyen ou fort (54,2 % au niveau départemental et 48,5 % au niveau national). Sur les 427 bâtiments dénombrés sur la commune en 2019, aucun n'est en aléa moyen ou fort, à comparer aux 57 % au niveau départemental et 54 % au niveau national. Une cartographie de l'exposition du territoire national au retrait gonflement des sols argileux est disponible sur le site du BRGM,.
Par ailleurs, afin de mieux appréhender le risque d’affaissement de terrain, l'inventaire national des cavités souterraines permet de localiser celles situées sur la commune.
Concernant les mouvements de terrains, la commune a été reconnue en état de catastrophe naturelle au titre des dommages causés par des mouvements de terrain en 1999 et 2010.

#### Risques technologiques
Le risque de transport de matières dangereuses sur la commune est lié à sa traversée par une ou des infrastructures routières ou ferroviaires importantes ou la présence d'une canalisation de transport d'hydrocarbures. Un accident se produisant sur de telles infrastructures est susceptible d’avoir des effets graves sur les biens, les personnes ou l'environnement, selon la nature du matériau transporté. Des dispositions d’urbanisme peuvent être préconisées en conséquence.

## Histoire
Le bourg est créé au Moyen Âge lors des défrichements de la forêt de Chizé. Le comte de Poitiers accorde des franchises au bourg afin d’attirer de nouveaux habitants, franchises confirmées par la comtesse d’Eu Aélis en 1235.
Durant la Révolution la commune prit le nom de "La Fraternité".
Par arrêté préfectoral du 12 décembre 1972  publié au Journal Officiel du 23 janvier 1973, l'ancienne commune de Villenouvelle s'associe à Villeneuve-la-Comtesse.

## Lieux et monuments
- Le château de Villeneuve-la-Comtesse, du XIVe siècle est remarquable par son donjon imposant de 10 mètres de côté. Il est inscrit monument historique depuis le 14 septembre 1949[15].
- L'église Notre-Dame de l'Assomption de Villeneuve-la-Comtesse, classée monument historique depuis le 17 juin 1959[16].
- L'église de Villenouvelle, située un peu plus à l'est.

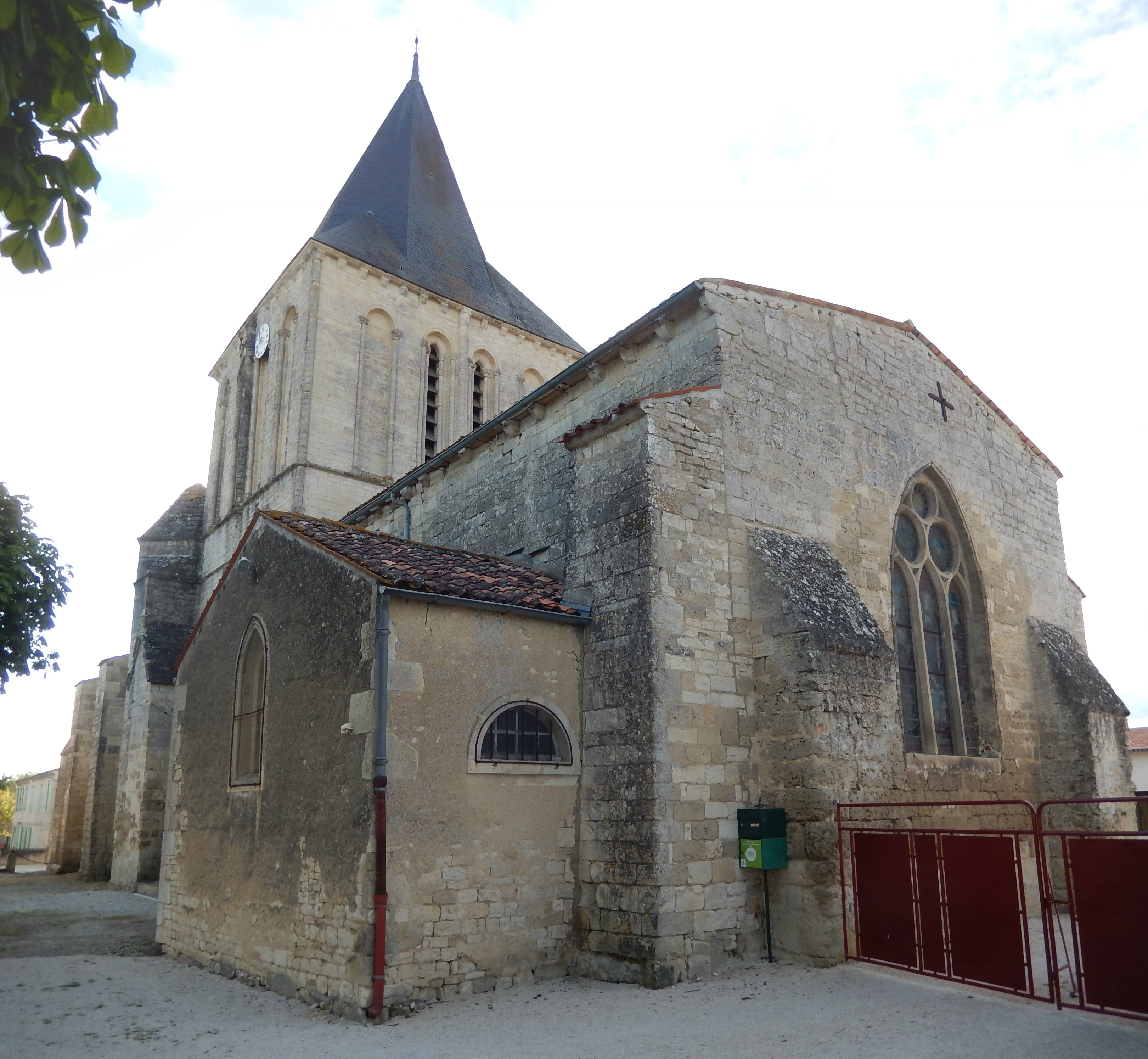
L'église de Villeneuve-la-Comtesse.
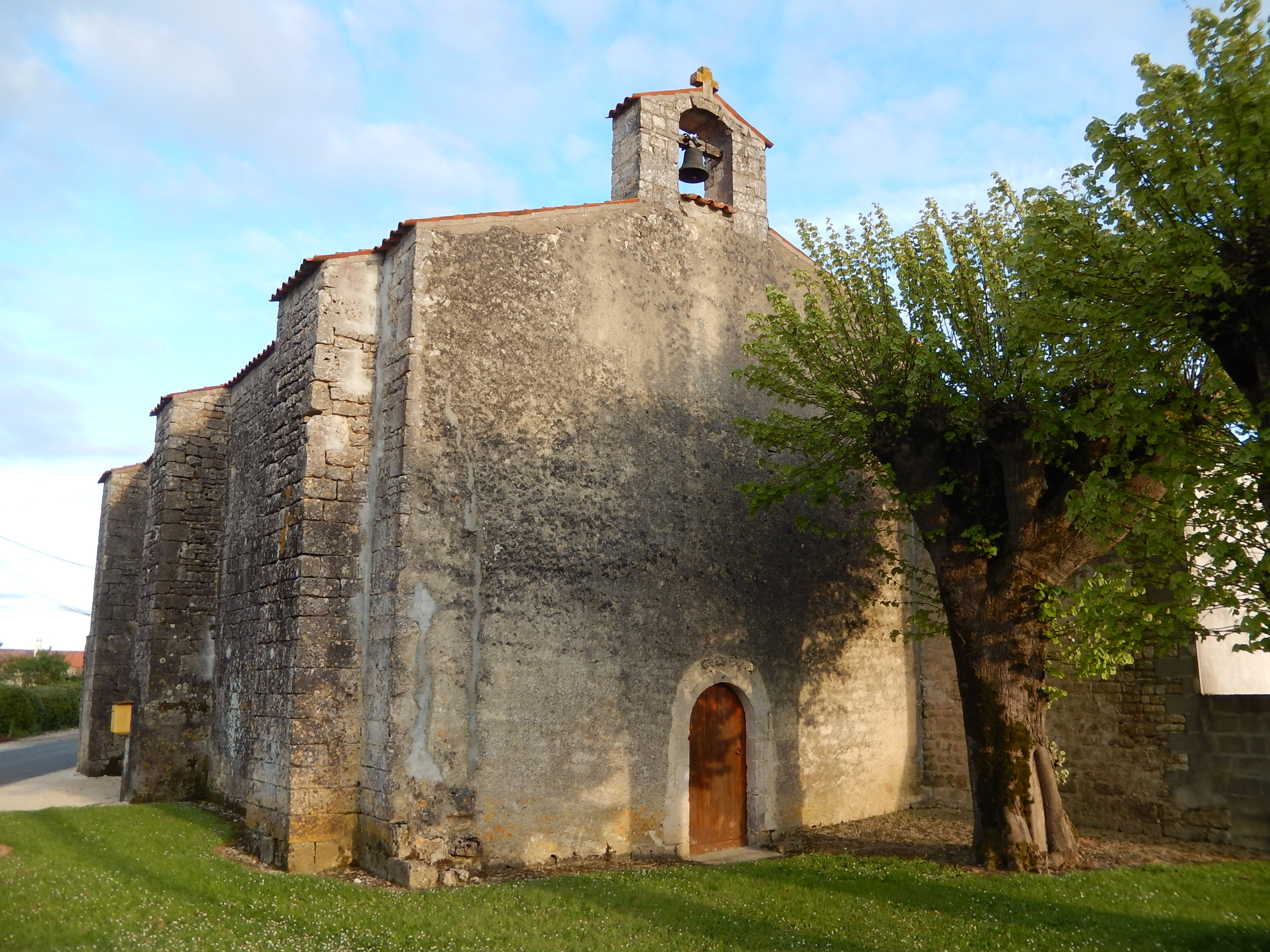
L'église de Villenouvelle.

## Administration

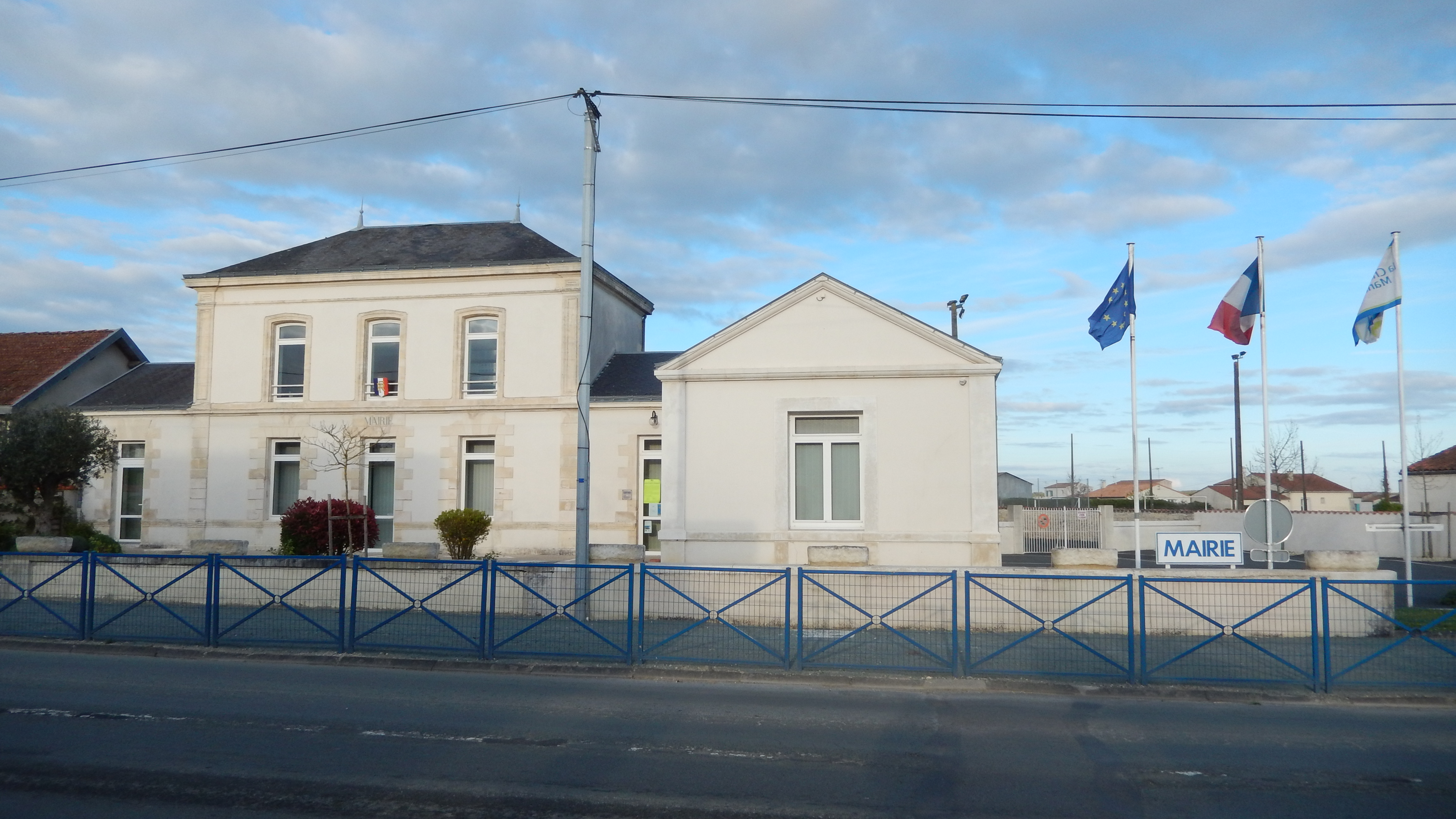
La mairie de Villeneuve-la-Comtesse.

### Liste des maires
| Période | Période  | Identité          | Étiquette | Qualité   |
| ------- | -------- | ----------------- | --------- | --------- |
| 2001    | 2008     | René Berthonneau  |           |           |
| 2008    | 2017     | Alain Rullier     | SE        | Cadre     |
| 2017    | 2020     | Anne Stanghellini | SE        | cadre     |
| 2020    | En cours | Simone Roy        | SE        | Retraitée |

## Population et société

### Démographie

#### Évolution démographique
L'évolution du nombre d'habitants est connue à travers les recensements de la population effectués dans la commune depuis 1793. Pour les communes de moins de 10 000 habitants, une enquête de recensement portant sur toute la population est réalisée tous les cinq ans, les populations de référence des années intermédiaires étant quant à elles estimées par interpolation ou extrapolation. Pour la commune, le premier recensement exhaustif entrant dans le cadre du nouveau dispositif a été réalisé en 2006.

En 2022, la commune comptait 745 habitants, en évolution de +0,68 % par rapport à 2016 (Charente-Maritime : +4,04 %, France hors Mayotte : +2,11 %).
| 1793 | 1800 | 1806 | 1821 | 1831 | 1836 | 1841 | 1846 | 1851 |
| ---- | ---- | ---- | ---- | ---- | ---- | ---- | ---- | ---- |
| 550  | 501  | 585  | 685  | 750  | 800  | 816  | 800  | 859  |

| 1856 | 1861 | 1866 | 1872 | 1876 | 1881 | 1886 | 1891 | 1896 |
| ---- | ---- | ---- | ---- | ---- | ---- | ---- | ---- | ---- |
| 813  | 834  | 859  | 924  | 930  | 904  | 779  | 721  | 709  |

| 1901 | 1906 | 1911 | 1921 | 1926 | 1931 | 1936 | 1946 | 1954 |
| ---- | ---- | ---- | ---- | ---- | ---- | ---- | ---- | ---- |
| 683  | 739  | 740  | 726  | 824  | 752  | 689  | 739  | 757  |

| 1962 | 1968 | 1975 | 1982 | 1990 | 1999 | 2006 | 2011 | 2016 |
| ---- | ---- | ---- | ---- | ---- | ---- | ---- | ---- | ---- |
| 763  | 801  | 858  | 826  | 768  | 719  | 690  | 752  | 740  |

| 2021 | 2022 | - | - | - | - | - | - | - |
| ---- | ---- | - | - | - | - | - | - | - |
| 744  | 745  | - | - | - | - | - | - | - |

## Économie
- De nombreuses entreprises sont installées sur la commune.

## Personnalités liées à la commune
- Charles-Eutrope de La Laurencie, évêque du diocèse de Nantes né le 30 avril 1740 et mort à Paris le 13 mai 1816, est un dignitaire français de l'église catholique,réfractaire au serment constitutionnel, destitué en 1791. Evêque de Nantes 1783 – 1801.
- François de La Laurencie, officier de marine français du XVIIIe siècle, né le 15 août 1735  et tué le 16 juillet 1795 pendant l'Expédition de Quiberon.